# فضاهای خالی
فضاهای خالی (به انگلیسی: Empty Spaces) آهنگی از آلبوم ۱۹۷۹ گروه موسیقی پراگرسیو راک پینک فلوید با نام دیوار است.

## داستان و پیام مخفی آهنگ
مدت زمان آهنک ۲ دقیقه و ۱۰ ثانیه است و توسط واترز نوشته شده است.بمانند سایر ترانه‌های دیوار، این آهنگ نیز به بخشی از داستان پینک می‌پردازد.
این آهنگ پیام مخفی دارد و قبل از خواندن متن شعر آهنگ، در کانال چپ این پیام بیان می‌شود و وقتی به صورت معمولی آهنگ پخش می‌شود نامفهوم است،اگر به صورت روبه‌عقب پخش شود پیام زیر شنیده می‌شود:
« ...آفرین، شما هم‌اکنون پیام پنهان را یافتید. لطفاً پاسختان را برای پینک پیر، در تیمارستان چالفونت بفرستید...

- راجر! کارولین پشت خطه!

- باشه!», و در این هنگام راجر در را می‌بندد!
(شاید پاسخ، جنگ باشد که از ابتدا آجرهای دیوار تنهایی پینک را تشکیل داد و ممکن است در این تنهایی به جنون دچار شده و اکنون در تیمارستان است.)
جالب‌تر اینکه، در اینجا کسی راجر واترز را پینک صدا نمی‌کند! راجر واترز در نقش خودش است!

در این آهنگ، پینک در آستانه تکمیل دیوار ذهنی و استعاره‌ای خودش است و به دنبال آخرین آجرها برای تکمیل دیوارش می‌گردد. منظور از فضاهای خالی، ممکن از احساس پوچی درون پینک باشد، یا فضاهای خالی باقی‌مانده در دیوارش. در هر دو صورت، پاسخ این سوال که پینک با چه چیزی این فضای خالی را پر می‌کند، در آهنگ بعدی (شهوت تازه) یافت می‌شود: رابطه جنسی نامشروع. 
ردهایی از پوچ‌گرایی در این آهنگ دیده می‌شود.

## سازندگان و نوازندگان
- راجر واترز - گیتار بیس، خواننده و سینث‌سایزر
- دیوید گیلمور - گیتار و سینث‌سایزر
- جیمز گاتری - درام
- ریچارد رایت - سینث‌سایزر